# Łukasz Tomasz Koncewicz

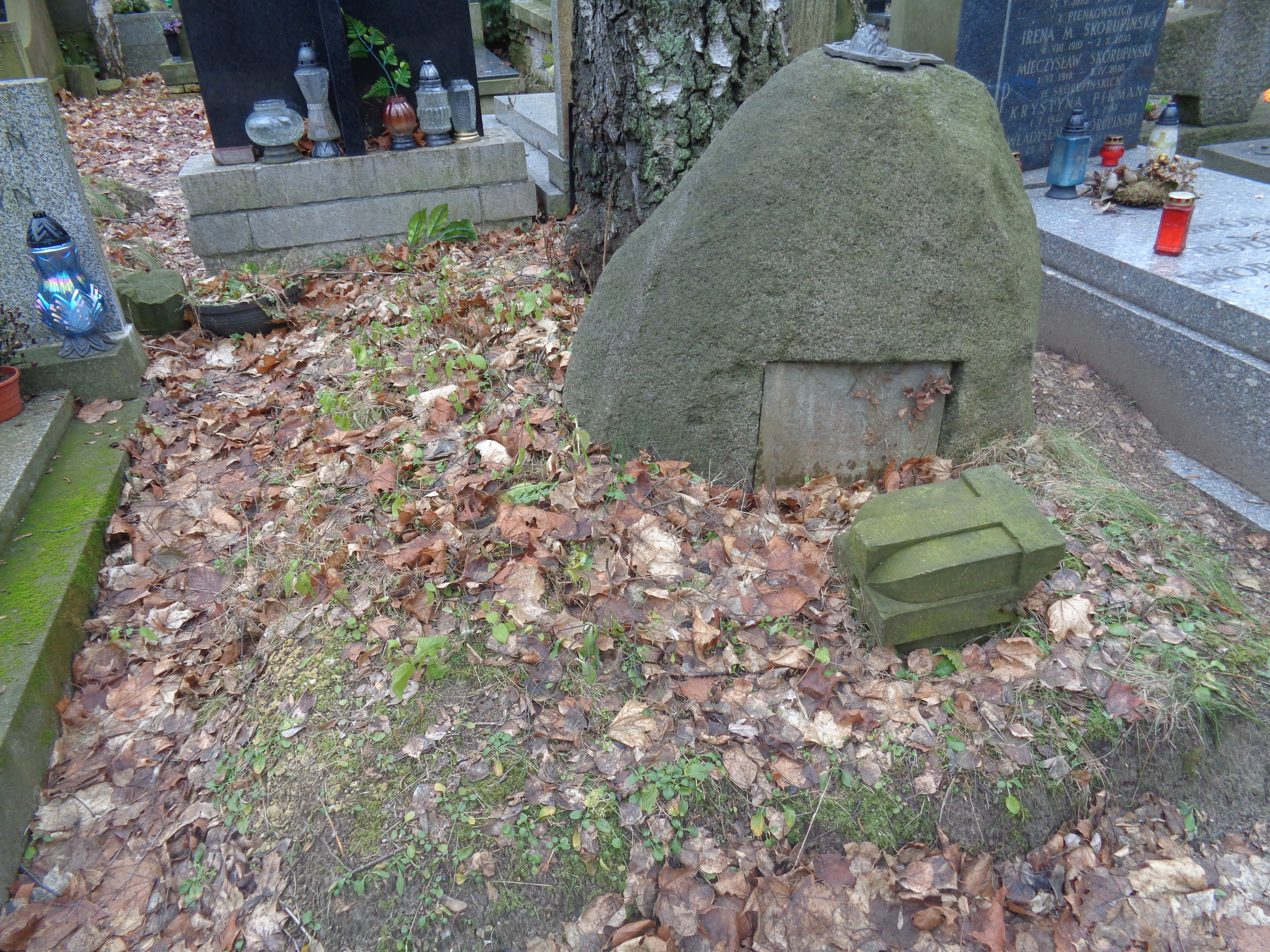
Grób Łukasza Koncewicza na cmentarzu Powązkowskim w Warszawie

Łukasz Tomasz Koncewicz (ur. 18 października 1796 w Łomazach, zm. 17 września 1867 w Warszawie) – polski nauczyciel języka polskiego, łaciny i greki.

## Życiorys
Urodził się 18 października 1791 w mieście Łomazy w rodzinie Tomasza, proboszcza unickiego i jego żony Aleksandry z d. Sosnowskiej jako najmłodszy z trzech synów. Odebrał początkowego nauki jak starsi bracia – w Białej Radziwiłowskiej Akademię Bialską i w Królewskim Uniwersytecie Warszawskim studiował literaturę starożytną i polską. Zdobył stopień magistra nauk i sztuk pięknych i został zastępcą profesora w Liceum Warszawskim.
W 1821 dostał przeniesienia do szkoły wojewódzkiej w Kielcach. W 1823 został przeniesiony do szkoły wojewódzkiej w Lublinie.

## Publikacje
- „Nowy słownik łacińsko-polski”, Warszawa 1867,
- „O naukach starożytnych w Polsce w XVI wieku, pożytku z nich wynikającym...” b.m.w.,
- „Zagadki tudzież przypowiastki, powieści i porównania” Warszawa 1842.

Żonaty z Emilią z d. Sozańską, mieli syna Konstantego. Łukasz Koncewicz po przejściu na emeryturę przeniósł się do Warszawy, gdzie zmarł 17 września 1867 i pochowany został na cmentarzu Powązkowskim.